# 陈新 (桥梁工程专家)
陈新（1932年1月12日—2011年6月26日），男，江苏无锡人，中国桥梁工程专家、中国工程院院士，第九届全国人大代表。